# Liste der Hallenkirchen in Rumänien

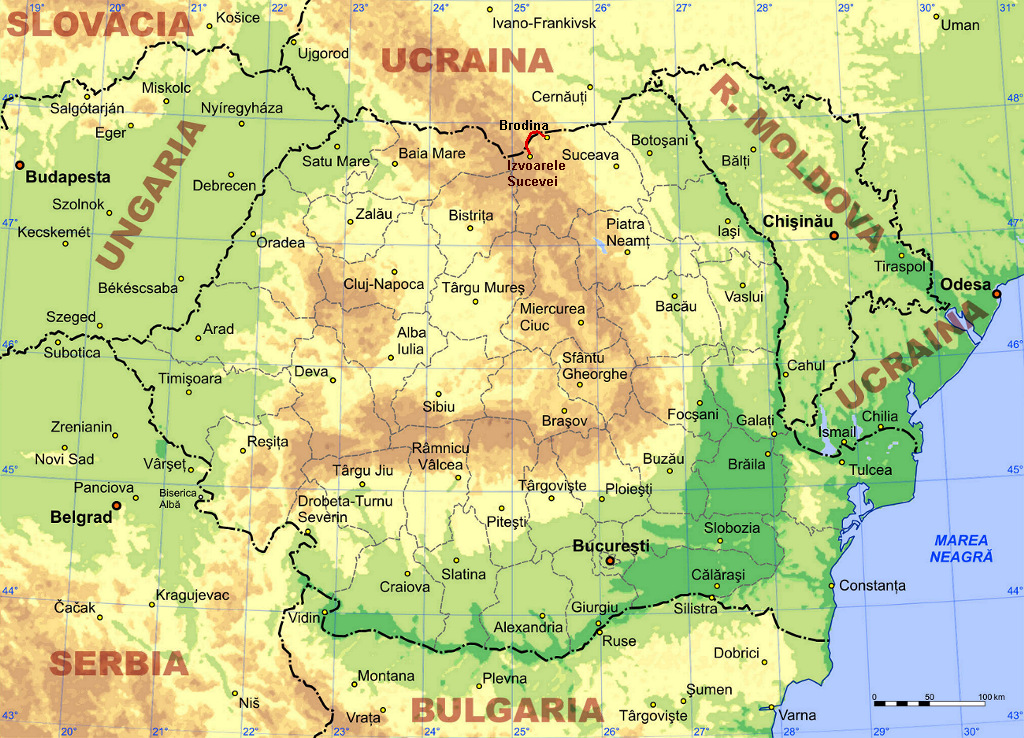

▶ Liste(n) der Hallenkirchen – Übersicht
– Siehe auch Pseudobasiliken in Rumänien (5) –
Alle Hallenkirchen in Rumänien wurden von der deutschen Minderheit errichtet und stehen in Siebenbürgen, das durch den Karpatenbogen von den kirchlich rein orthodox geprägten Tiefländern getrennt ist.

## Liste
Anzahl: 7, davon eine teils Hallenkirche, teils Pseudobasilika.
| Ort                  | Kirche                   | Anmerkungen                                                               | Fotos | Fotos                                    |
| -------------------- | ------------------------ | ------------------------------------------------------------------------- | ----- | ---------------------------------------- |
| Biertan, Sibiu       | Kirchenburg von Birthälm | Ende 15. Jh. bis evtl. 1522                                               |       |                                          |
| Bistritz (Bistrița)  | Stadtpfarrkirche (CC)    | Pfarrei 1332/1333 erwähnt, Ausbau 1475–1520                               |       |                                          |
| Kronstadt (Brașov)   | Schwarze Kirche          | 1. Hälfte 15. Jh., Emporenhalle                                           |       |                                          |
| Klausenburg (Cluj)   | Michaelskirche           | ab Mitte 14. Jh.                                                          |       |                                          |
| Mediaș               | Margarethenkirche        | 1438–1488, ältere Nordseite Pseudobasilika, jüngere Südseite Hallenkirche |       | touristische Darstellung mit Hallenseite |
| Meschen (Mosna)      | Kirchenburg (CC)         | 1480–1486                                                                 |       |                                          |
| Hermannstadt (Sibiu) | Stadtpfarrkirche         | ab Mitte 14. Jh. anstelle eines romanischen Vorgängerbaus, Emporenhalle   |       |                                          |